# ماتهانگوان، بوتسوانا
ماتهانگوان (به انگلیسی: Mathangwane) شهری در ناحیهٔ مرکزی کشور بوتسوانا است که در سال ۲۰۰۰ میلادی ۶٬۴۶۸ نفر جمعیت داشته که از این تعداد، ۳٬۰۱۱ نفر مرد و ۳٬۴۵۷ نفر زن بوده‌اند.